# Аистоклювый зимородок
Аистоклювый зимородок, или аистоклю́вый гуриа́л (лат. Pelargopsis capensis) — азиатская птица семейства зимородковых.

## Описание
Аистоклювый гуриал достигает длины 35—41 см; самцы весят от 143 до 180 г, самки намного крупнее и весят от 182 до 225 г. Половой диморфизм в окраске оперения не выражен. У представителей обоих полов номинативного подвида голова оливково-коричневая, подбородок беловатый, шея и низ тела коричневатые; верх тёмно-зеленовато-голубой, крылья и хвост голубые, надхвостье лазурного цвета; огромный клюв алый, темнее на кончике; радужка тёмно-коричневая; ноги оранжево-красные.

## Распространение
Ареал простирается от Индии до Индонезии и Филиппин. Обитают как на поросших лесом берегах внутренних водоёмов, так и на морском побережье.

## Питание
Питается аистоклювый гуриал разнообразными мелкими животными: мелкими рыбами, ракообразными, амфибиями, мелкими рептилиями, молодыми птицами, насекомыми.

## Подвиды
Описано 13 подвидов:
- P. c. burmanica — Мьянма до Кра;
- P. c. capensis — Индия, Шри-Ланка;
- P. c. cyanopteryx — Суматра, Банка, Белитунг, Борнео;
- P. c. floresiana — Бали, Ломбок, Сумбава, Флорес;
- P. c. gigantea — острова Сулу;
- P. c. gouldi — северные Филиппины;
- P. c. innominata — Борнео;
- P. c. intermedia — Никобарские острова;
- P. c. javana — Ява;
- P. c. malaccensis — Малакка, острова Риау, Линга;
- P. c. osmastoni — Андаманские острова;
- P. c. simalurensis — остров Симёлуэ северо-западнее Суматры;
- P. c. sodalis — Баньяк северо-западнее Суматры.

## Фото

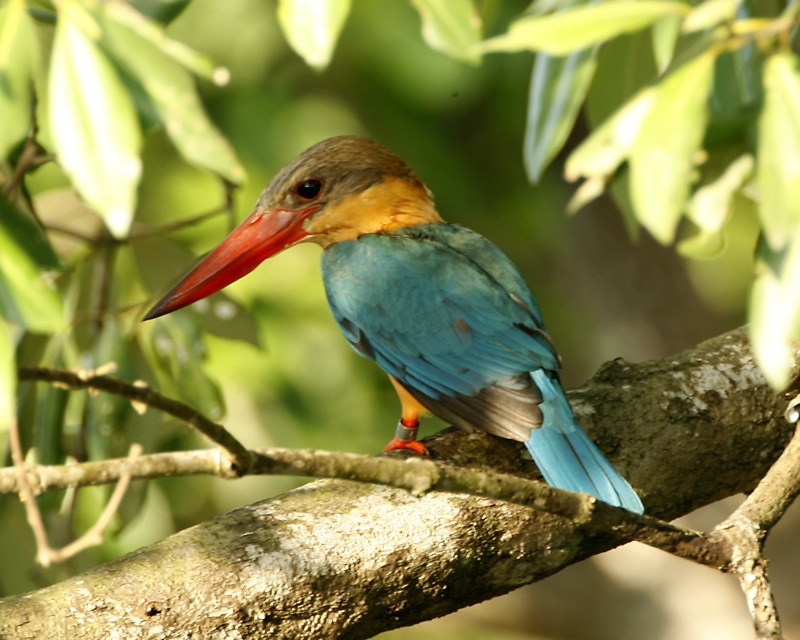
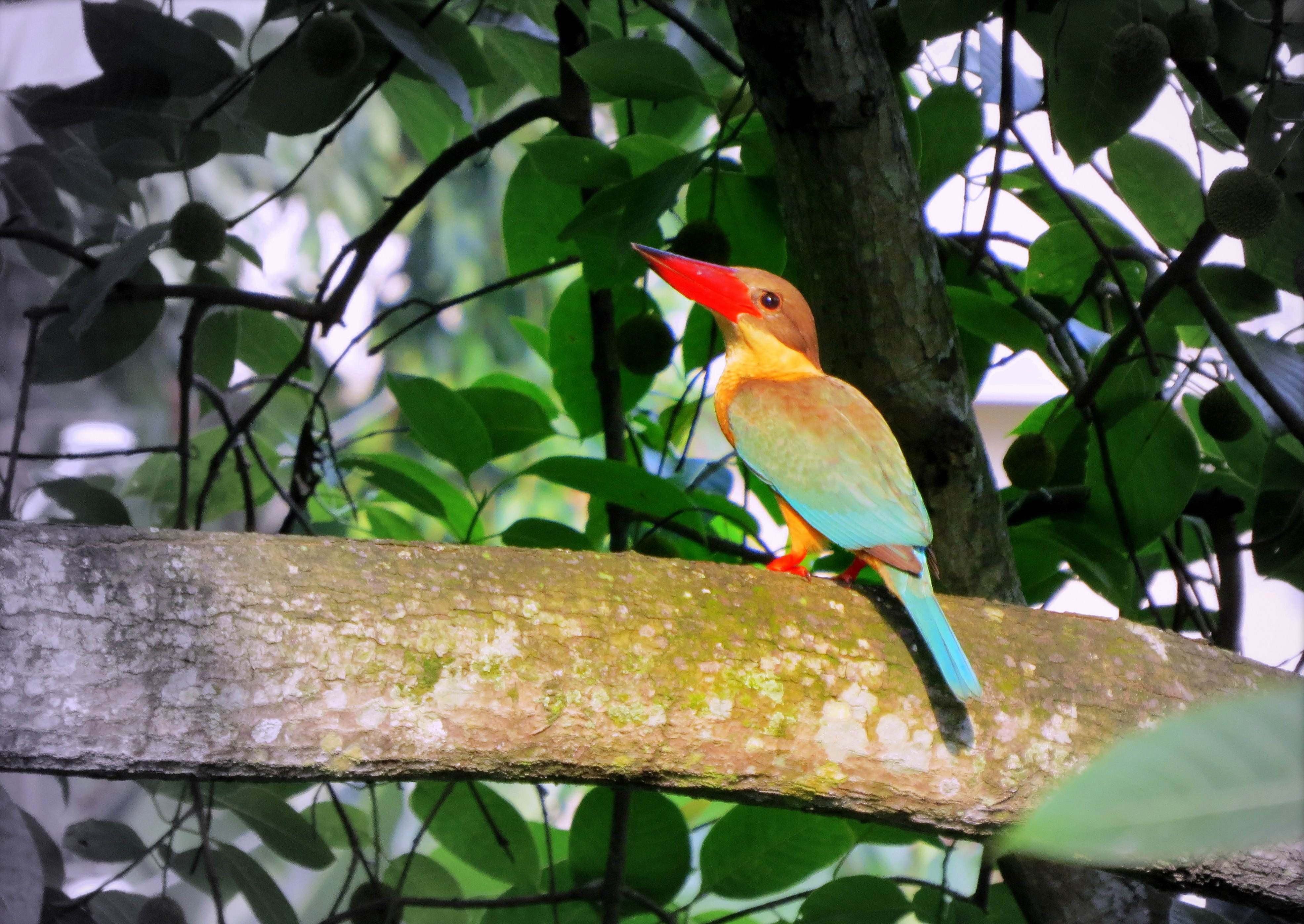
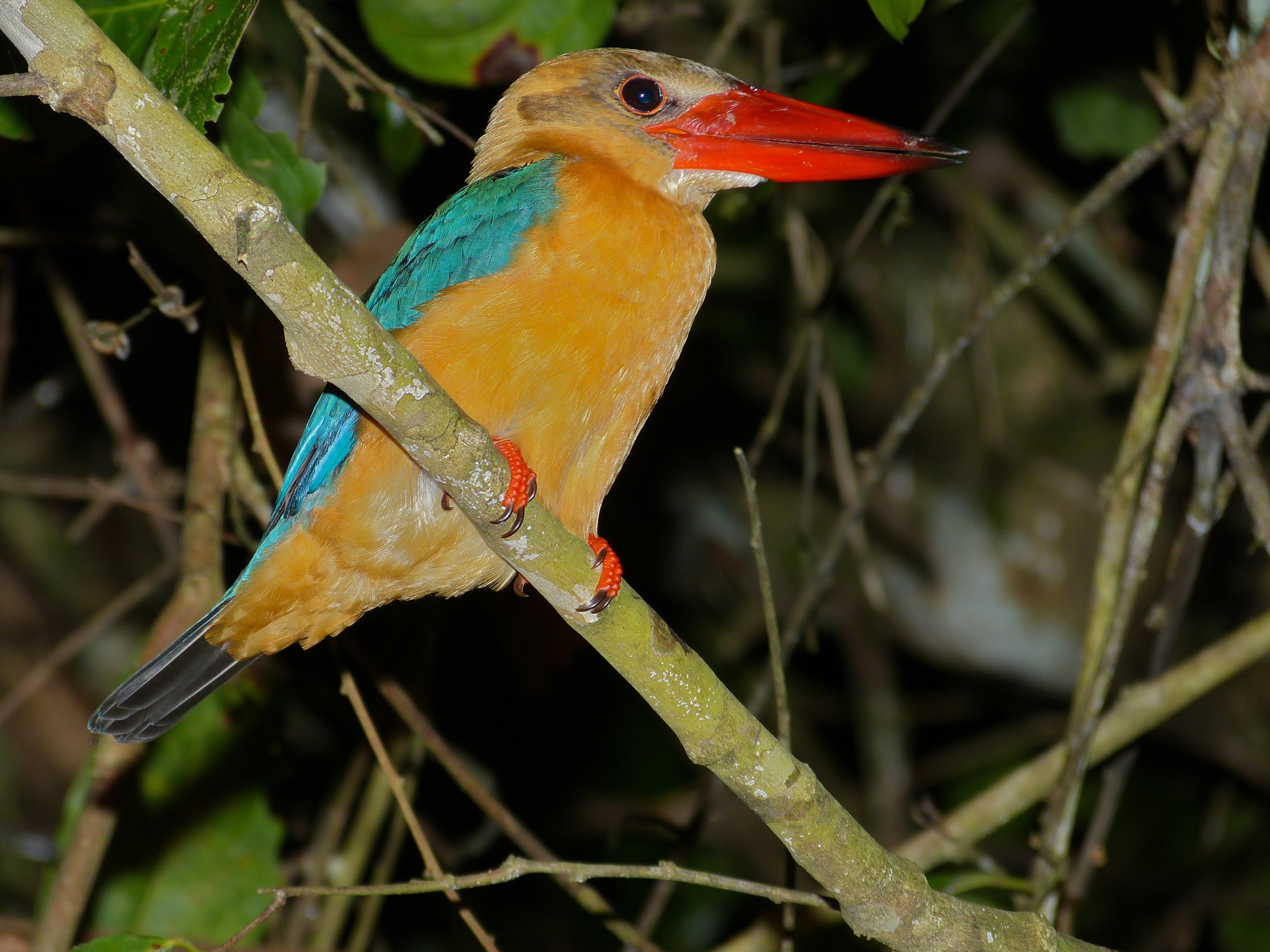
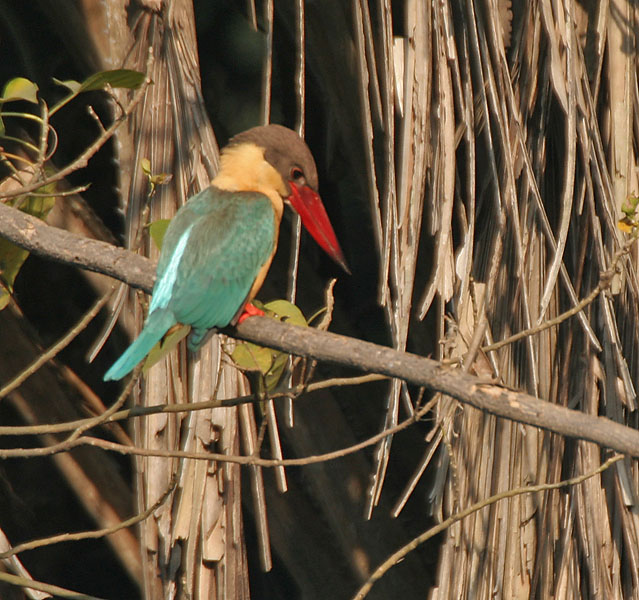
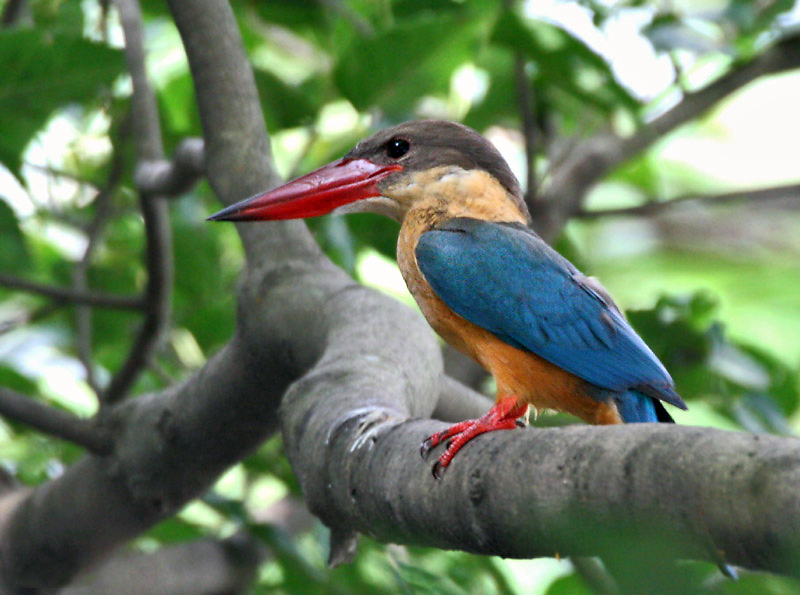